# Leovigild
Leovigild (Leuvigild, Leuvigildo, Leovigild, Leovigildo, Leogild) var visigoternas kung från 569 till 21 april 586.
Han och hans bror Liuva I som medkung efterträdde sin bror Atanagild. Liuva som föredrogs av de västgotiska adelsmännen regerade norr om Pyreneerna medan Liuvigild härskade i Hispania. Båda var arianer. Liuvigild var gift med Teodosia och hade med henne två söner, Hermenegild og Reccared. När hon avled gifte han om sig med Atanagilds änka Gosuinda.
Liuva dog 572 och Leovigild blev härskare över alla visigoter. Han intog Córdoba och körde bort sveberna från deras tillhåll i León och Zamora.
Sonen Hermenegild, som fått viss makt av fadern, gifte sig med den frankiska prinsessan Ingund, dotter till kung Sigibert I.
Liuvigild krävde att alla medborgare skulle konvertera till arianismen och fordrade att få utse arianska biskopar, vilket stötte på motstånd som leddes av Hermenegild. Sedan Leovigild belägrat och tagit Sevilla, tog han Hermenegild som fånge och förvisade honom till Valencia där han mördades av Leovigilds agenter 585.
Sina sista år tillbringade Leovigild i Toledo, som han gjort till huvudstad i det visigotiska riket.